# Joseph Haas
Joseph Haas, född 19 mars 1879, död 30 mars 1960, var en tysk kompositör.
Joseph Haas var från 1921 verksam i München, och har räknats som Max Regers främste lärjunge. Han ägnade sig i stor utsträckning åt katolsk kyrkomusik och komponerade bland annat mässor, oratorier och orgelverk (bland annat Eine deutsche Singmesse, opus 60 och Deutsche Vesper, opus 72) men tonsatte även en mängd kammarmusik, sånger, pianostycken, orkestersviter och melodramatisk musik (Die Bergkönigin, opus 70) samt operan Tobias Wunderlich (1937).